# Bašigovci
Bašigovci su naseljeno mjesto u sastavu općine Živinice, Federacija Bosne i Hercegovine, BiH.

## Zemljopisni položaj
Bašigovci se nalaze u jugoistočnom dijelu općine Živinice, na udaljenosti oko 6 km od središta grada. Graniče sa sljedećim selima: na sjeveru s Dubravama, na istoku s Lukavicom, na zapadu s Kovačima i na jugozapadu s Đurđevikom. Naselje se sastoji od više zaseoka, a to su: Šibić, Podoljani, Livada, Pobrđani, Ravnice, Rosulje, Otava, Jelah, Panje i Trasa.

## Prirodne značajke
Po geomorfološkim karakteristikama naselje se može podijeliti na dva dijela i to: sjeverni nizinski i južni brežuljkasto-brdski. Sjeverni dio prostire se do rijeke Spreča i samim time zahvata dio Sprečanskog polja. Južni dio je brdskog karaktera, uglavnom starog dijela naselja Bašigovci s obiteljskim kućama do brda Jasičak. Nadmorska visina također je različita. Na sjeveru iznosi oko 220 m, a na jugu oko 324 m.
U naselju postoje dva veća potoka. Zapadnim dijelom sela prolazi potok Jelah, a kroz središnji dio potok Ševar. Oba potoka se spajaju u jedan veći potok pod imenom Meminovac u zaseoku Panju, koji se dalje ulijeva u rijeku Spreču.

## Šport
- Slatina, nogometni klub, staro ime Bašigovci

## Stanovništvo
| Bašigovci          |                |                |                |
| godina popisa      | 1991.          | 1981.          | 1971.          |
| Muslimani          | 2.022 (99,16%) | 1.964 (99,59%) | 1.672 (98,93%) |
| Srbi               | 4 (0,19%)      | 4 (0,20%)      | 5 (0,29%)      |
| Hrvati             | 0              | 0              | 1 (0,05%)      |
| Jugoslaveni        | 2 (0,09%)      | 4 (0,20%)      | 2 (0,11%)      |
| ostali i nepoznato | 11 (0,53%)     | 0              | 10 (0,59%)     |
| ukupno             | 2.039          | 1.972          | 1.690          |

## Bašigovačko jezero
Bašigovačko jezero u narodu poznato još i kao "Rajsko jezero" je kopovskog tipa nastalo je 1984 godine kada je obustavljena eksploatacija rude ugljena. Dugo je oko 400 a široko oko 350 metara s maksimalnom dubinom oko 40 metara na sredini.
Jezerska voda nema zagađivača, izuzetno je čista čiju manju količinu čini oborinska voda tj. jezero se snabdijeva vodom iz podzemnih izvora solidnog kapaciteta. U prilog tome govori i činjenica da je skoro neprimjetna promjena vodostaja jezera u vrijeme suša.
Višak vode iz jezera stvara potočić koji nalazi svoj put do rijeke Spreče.
Čistoću vode potvrđuje i prisustvo barskih školjki.
Od samog nastanka jezera pa do danas u jezero su donošene razne riblje vrste a kuriozitet je da u Rajskom jezeru obitavaju i slatkovodne meduze.
Jezero je svakodnevno posjećeno od strane ribolovca a najkrupniji poznati ulovi na jezeru su štuka 4kg, deverika 1,5 kg, som 7 kg. u ljetnim mjesecima jezero je prava oaza za kupače, skakače u vodu i brojne ljubitelja odmaranja na plaži.
Za vrijeme sezone kupanja, jezero Bašigovci dnevno posjeti oko 2.000 kupača, što znači da se po posjećenosti nalazi odmah iza Panonskih jezera u Tuzli. Lijepo uređena plaža može se iskoristiti za šetnju, uživanje na svježem zraku i sportskim aktivnostima kao što su odbojka, badminton i slično.

## Povijest
Ime i podrijetlo Bašigovaca nije sasvim sa sigurnošću utvrđeno. Postoje dvije verzije nastanka ovog naselja.
Prva verzija je da je naselje dobilo ime po nekom „Baši“ (starješina, poglavar, prvak) osmanskom činovniku i uglednoj ličnosti.
Druga verzija je da termin „baš“ ima značenje nečeg glavnog, slično Baščaršiji - glavna čaršija (Sarajevo).
Prvi spomen Bašigovaca veže se austrougarskom popisu stanovništva iz 1879. godine, gdje se spominju pod imenom Bašibegovci. Prema tom popisu spomenuto naselje se nalazili u kotaru Donja Tuzla, politička ispostava Tuzla Gornja, u okviru džemata (općine) naselja Gračanica, pod imenom Bašibegovci sa 72 kuće i 347 stanovnika, od toga 178 muških i 169 ženskih.
Već u drugom popisu stanovništva iz 1885. godine, naselje se spominje pod današnjem imenom i predstavlja zasebnu općinu (džemat) koja se nalazila u sastavu kotara Donja Tuzla, a u njenom sastavu nalazila su se naselja: Kovači, Donja i Gornja Lukavica. Po spomenutom popisu naselje se sastojalo od 72 kuće s 343 stanovnika, od toga 169 muških i 174 ženskih.
U trećem austrougarskom popisu stanovništva iz 1895. godine, Bašigovci predstavljaju posebnu općinu u čijem se sastavu nalaze naselja: Kovači, Lukavica Donja, Lukavica Gornja, Nevrenča (Medojevići). Spomenuto naselje se sastojalo od 80 kuća i 347 stanovnika, od toga 203 muška i 171 ženskih.
Prvotno naselje Bašigovci zahvaćalo je današnje Gornje Bašigovce.
Iako se prvi spomen Bašigovaca veže za austrougarski popis iz 1879. godine, materijalni ostaci iz srednjeg vijeka potvrđuju da je naselje starijeg podrijetla, što nam svjedoče kulturno-povijesni spomenici među kojima su: gradina „Jasičak“ i stećak u njivi Vina.
Gradina „Jasičak“ nalazi se na istoimenom brdu Jasičak iznad Bašigovaca, na nešto većem uzvišenju. Danas je ovaj lokalitet znatno obrastao u šumu i mogu se vidjeti samo ostaci temelja nekadašnje građevine. Na osnovu jednog zapisa Radinskog iz XIX. stoljeća grad je bio izgrađen od tesanih kamenih blokova veličine 1,70 m. U okviru gradine nalazi se „Jama“ nešto većih dimenzija koja je u narodu poznata kao Tamnica, koja je vjerojatno služila kao zatvor.
Također, ispod Gradine nalazio se i lokalitet Varošište, što ukazuje da se ispod utvrđenja prostiralo i manje naselje sa zanatskim radnjama koje je zajedno s utvrđenjem činilo jednu cjelinu. Ali, do danas ovo srednjovjekovno utvrđenje nije istraženo.
Neposredno u blizini gradine „Jasičak“ nalazi se i lokaltet „Viništa“, kao što samo ime govori vjerojatno se na ovom području uzgajala i vinova loza kao poljoprivredna kultura.
Pored prethodno spomenute gradine „Jasičak“, tu je još jedan spomenik iz srednjeg vijeka koji potvrđuje da je prostor Bašigovaca naseljen od davnina, a to je nadgrobni spomenik – stećak.
Ovaj nadgrobnjak nalazi se na vrhu sela na lijepom i nešto uzdignutom mjestu u dvorištu Bajre Malkića (njiva Vina).
Po obliku je sljemenjak s postoljem koji je prevrnut i više od pola utonuo u zemlju i na sebi nema nikakvih ukrasa (stećak je naknadno otkopan). Orijentiran je po pravcu sjever – jug. Visina ovog spomenika je 81 cm, dužina 175 cm, širina 80 cm.